# 许尔斯豪特
许尔斯豪特（荷蘭語：Hulshout，荷蘭語發音：[ˈɦʏlsɦʌu̯t]）是比利时弗拉芒大區安特衛普省蒂倫豪特區的一个市镇，南端与弗拉芒布拉班特省接壤，通行荷蘭語，是弗拉芒社群的一部分，面积17.35平方千米，人口10,471人（2020年1月1日）。